# 30275 Eskow
30275 Eskow este un asteroid din centura principală de asteroizi.

## Descriere
30275 Eskow este un asteroid din centura principală de asteroizi. A fost descoperit pe 29 aprilie 2000 la Socorro, New Mexico, în cadrul proiectului LINEAR. Asteroidul prezintă o orbită caracterizată de o semiaxă mare de 2,60 ua, o excentricitate de 0,18 și o înclinație de 2,2° în raport cu ecliptica.